# Train de nuit pour Lisbonne
Pour les articles homonymes, voir Night train.
Pour plus de détails, voir Fiche technique et Distribution.
Train de nuit pour Lisbonne (Night Train to Lisbon) est un film dramatique germano-helvético-portugais réalisé par Bille August, sorti en 2013. 

## Synopsis
Raimund Gregorius (Jeremy Irons), un professeur suisse de grec et de latin, sauve une belle portugaise du saut d'un pont à Berne, en Suisse. À la suite de cet incident, il tombe sur un livre écrit par l'auteur portugais Amadeu do Prado, qui parle de la résistance au régime de la dictature militaire.  Obsédé par l'histoire, Raimund décide de prendre le train pour Lisbonne afin d'en savoir plus sur l'auteur.

## Fiche technique
- Titre original : Night Train to Lisbon
- Titre français et québécois : Train de nuit pour Lisbonne[1]
- Réalisation : Bille August
- Scénario : Greg Latter et Ulrich Herrmann d'après Train de nuit pour Lisbonne de Pascal Mercier
- Direction artistique : Augusto Mayer
- Costumes : Monika Jacobs
- Montage : Hansjörg Weißbrich
- Musique : Annette Focks
- Photographie : Filip Zumbrunn
- Son : Rainer Heesch
- Production : Ana Costa, Michael Lehmann, Kerstin Ramcke, Peter Reichenbach, Günther Russ, Benjamin Seikel, Michael Steiger et Paulo Trancoso
- Sociétés de production : C-Films AG, Cinemate, Studio Hamburg et Tele München
- Sociétés de distribution : Frenetic Films / Lusomundo
- Pays d’origine : Suisse/Allemagne/Portugal
- Langue : Anglais
- Durée : 111 minutes
- Format : Couleurs - 35 mm - 2.35:1 - Son Dolby numérique
- Genre : Drame
- Dates de sortie :
- Allemagne : février 2013 (63e Festival de Berlin)
- Suisse : 7 mars 2013

### Lieux de tournage
- Portugal : Prison de Caxias, Lisbonne, gare de Santa Apolonia à Lisbonne
- Suisse : Berne

## Distribution
- Jeremy Irons (VF : Jean Barney) : Raimund Gregorius
- Mélanie Laurent (VF : elle-même) : Estefânia jeune
- Jack Huston (VF : Valéry Schatz) : Dr Amadeu de Almeida Prado
- Martina Gedeck (VF : Céline Mauge) : Mariana
- Tom Courtenay (VF : Gabriel Le Doze) : João Eça
- August Diehl (VF : Tristan Petitgirard) : Jorge O'Kelly jeune
- Bruno Ganz (VF : Georges Claisse) : Jorge O'Kelly
- Lena Olin	: (VF : Sophie Deschaumes) :  Estefânia
- Marco D'Almeida (VF : Grégory Quidel) : João Eça jeune
- Beatriz Batarda : Adriana de Prado jeune
- Christopher Lee (VF : Igor De Savitch) : le père Bartolomeu
- Charlotte Rampling (VF : elle-même) : Adriana de Prado
- Nicolau Breyner : Da Silva
- Jane Thorne : Clotilde
- Burghart Klaussner : le juge de Prado
- Adriano Luz (VF : Jérôme Keen) : Rui Luís Mendes, le « Boucher de Lisbonne »
- Sarah Spale-Bühlmann : Catarina Mendes
- Filipe Vargas : le prêtre Bartolomeu jeune
- Ana Lúcia Palminha : Clotilde jeune
- Jean-Pierre Cornu (VF : Michel Ruhl) : le commerçant
- Max Hubacher : un étudiant
- Dominique Devenport : Natalie

 Source et légende : version française (VF) sur RS Doublage et selon le carton du doublage français sur le DVD zone 2.

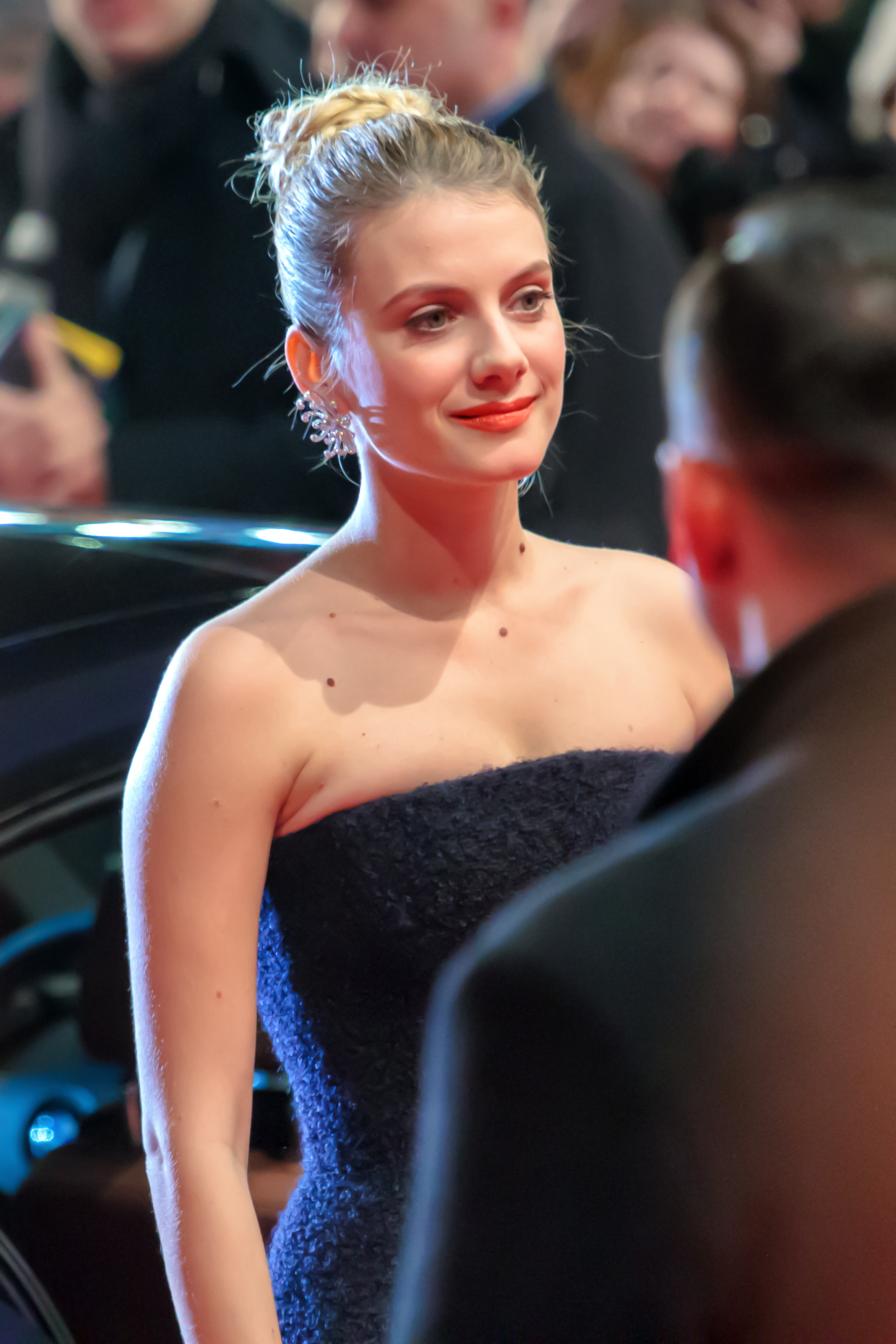
L'actrice principale du film, Mélanie Laurent, pour la présentation du film à la Berlinale 2013.